# Clastopus
Clastopus es un género con dos especies de plantas pertenecientes a la familia Brassicaceae.

## Taxonomía
El género fue descrito por Bunge ex Boiss. y publicado en Fl. Orient. (Boissier) 1: 261. 1867

## Especies aceptadas
A continuación se brinda un listado de las especies del género Clastopus aceptadas hasta septiembre de 2013, ordenadas alfabéticamente. Para cada una se indica el nombre binomial seguido del autor, abreviado según las convenciones y usos.
- Clastopus erubescens Hausskn.
- Clastopus vestitus (Desv.) Boiss.